# Pieter Alleweireldt
Pieter Alleweireldt (Wulvergem, 22 maart 1739 - Brugge, 29 november 1800) was een Brugse rederijker en handelaar.

## Voorouders
De voorouders van Pieter Alleweireldt leefden in het Ieperse, meer bepaald in de gemeenten Wijtschate, Hollebeke en Wulvergem. Hun patroniem luidde ‘van Alderwerelt’ tot er in 1739 bij vergissing ‘Alleweireldt’ werd van gemaakt. Pas in 1891 bekwamen nakomelingen van Pieter een vonnis waarbij ze opnieuw hun naam in ‘van Alderwerelt’ mochten wijzigen.
De rechtstreekse voorouders van Pieter Alleweirelt waren:
- Jacques Van Alderwereldt x Suzanne Planke 
  - François van Alderwerelt (1641-1681) x Catharina Ghesquière 
    - Jacques van Alderwerelt (1670-1716) x Petronilla Bourgeois 
      - Bernard Dominique van Alderwerelt (1712-1757) x Rosalie Taffin, xx Maria Francisca Biscop

## Gezin
Pieter-Jacob Alleweirelt, zoon van Bernard Dominique van Alderwerelt, was de eerste van de familie die zich in Brugge kwam vestigen. Hij dreef er handel in vlas, garen en lijnwaad en baatte tevens de vervoerdienst uit tussen Brugge en Ieper.
Hij trouwde met Marie Lasuere († Brugge, 01.10.1773) en ze hadden een zoon, Pieter Carolus Alleweireldt (Brugge, 15 mei 1773 - aldaar, 12 februari 1831), die als drukker, boekhandelaar en, in opvolging van zijn vader, als 'messagier' of uitbater van een vervoerdienst actief was. Pieter Carolus Alleweireldt trouwde met drukkersdochter Brunona De Moor (1775-1838), woonde Noordzandstraat D19-3 en behartigde, zoals zijn vader de vervoerdienst tussen Brugge en Ieper.
Uit zijn tweede huwelijk met Anna Hendrickx (° Brugge, 19.01.1754) sproot Joseph-Brunon Alleweireldt voort. Hij werd arts en publiceerde over medische en andere onderwerpen. Die zijn zoon, Isidore Alleweireldt werd een interessante architect in Brugge en in Brussel.

## Rederijkers
Pieter behoorde tot de vriendenkring van de drukker en uitgever Joseph Bogaert. Op 1 januari 1786 – Bogaert was drie jaar eerder uit Brussel naar Brugge teruggekeerd – werd Alleweireldt peter van Marie-Catherine, dochter van Bogaert. De meter was Marie Caenen, echtgenote van de Rotterdamse, in Brugge 'aangespoelde', publicist Bernardus Detert.
Alleweireldt en Bogaert kenden elkaar vooral als actieve bestuursleden van het rederijkersgilde van het H. Kruis, waarvan rond 1786 eerstgenoemde deken en laatstgenoemde hofmeester was.
Pieter Alleweireldt was ook lid van de Hoofdkamer van de H. Geest en was er 'kunstrechter', wat wil zeggen dat hij door zijn confraters als de beste werd beschouwd en als jury optrad om hun dichtwerken te beoordelen.

## Evaluatie
Ondanks de loftuitingen en erkenning die hij tijdens zijn leven ontving, kan men onmogelijk hoog oplopen met de hoogdravende verzen die hij in typische rederijkersstijl schreef.
De waarde ervan is, behalve voor de inhoud die de tijdsgeest weergeeft, het feit zelf dat deze teksten in de volkstaal geschreven werden. De verfransing, vooral in de beter opgeleide kringen, rukte toen op. De resultaten waren duidelijk te zien in een volgende generatie: Joseph-Brunon Alleweireldt, net zoals de zoons van Joseph Bogaert en hun tijdgenoten, waren geheel of grotendeels verfranst. De rederijkerskamers stierven een stille dood in Brugge. Het zou duren tot aan Guido Gezelle vooraleer opnieuw Nederlands dichtwerk in deze stad tot stand kwam.

## Publicaties
- Bloemen ter eeren van Petrus Jacobus van Outryve, zegepraelende als koning der hoofdgilde St.-Sebastiaen te Brugge op den 22 meye 1787, gedrukt bij Joseph Bogaert, Brugge, 1787.
- Klinkdight ter eeren van Jean Charles Veranneman, Heere van Watervliet, hoofdman van de hoofdgilde der Hallebardieren, onder de bescherming van den H. Aartsengel Michaël, binnen Brugge, den 25 meye 1788, eerbiedig opgedragen door J. Hardy, schermmeester der gilde, gedrukt bij Joseph Bogaert, Brugge, 1788.
- Op den negensten druk van Abraham den Aartsvader door Arnold Hoogvliet, inleiding bij de herdruk van Abraham de Aartsvader, in XII boeken, het als een meesterwerk bezongen dichtwerk uit 1727 van de boekhouder uit Vlaardingen Arnold Hoogvliet (1687-1763), gedrukt bij Joseph Bogaert, Brugge, 1786.
- Een van de vijftien huldedichten aan het adres van Joannes Quicke, naar aanleiding van de heruitgave van zijn Het leven van den weergalozen en onvermoeylijken dichter Joos van den Vondel, werd door Alleweireldt geschreven, gedrukt bij Cornelius De Moor, 1789.